# Phymatopterella shannoni
Phymatopterella shannoni är en tvåvingeart som beskrevs av Charles Thomas Brues 1933. Phymatopterella shannoni ingår i släktet Phymatopterella och familjen puckelflugor.
Artens utbredningsområde är Peru. Inga underarter finns listade i Catalogue of Life.